# May Sinclair
May Sinclair   (Rock Ferry, 24 d'agost de 1863 - Aylesbury, 14 de novembre de 1946) és el pseudònim pel qual es coneixia l'escriptora britànica Mary Amelia St. Clair. Fou molt popular en la seua època i escrigué dues dotzenes de novel·les, a més de relats i poesia. Fou suffragette, membre de la Lliga d'Escriptores Sufragistes. May Sinclair fou també una important crítica literària en l'àmbit de la poesia i de la prosa del modernisme anglosaxó, i se li s'atribueix la utilització de l'expressió stream of consciousness (corrent de consciència o monòleg interior) en un context literari, concretament dins dels seus comentaris als primers volums de la novel·la Pilgrimage [Peregrinació] (1915–67), de Dorothy Richardson, en la revista The Egoist, a l'abril del 1918.

## Primers anys
May Sinclair nasqué a Rock Ferry, Cheshire. Son pare era un armador de Liverpool, però, quan ella encara una xiqueta, va fer fallida i es va tornar alcohòlic. La seua mare era molt estricta i religiosa; la família es va traslladar a Ilford. Al cap d'un any d'educació en el Cheltenham Ladies College, May es dedicà a cuidar dels seus germans, ja que quatre dels cinc, tots majors que ella, sofrien d'una greu malaltia cardíaca congènita.

## Carrera literària
Des del 1896, May escrigué per a mantenir-se a si mateixa i a la seua mare, que va morir el 1901. Feminista activa, tractà en els seus escrits de temes relacionats amb la situació de les dones. També va escriure assaigs basats en els seus estudis de filosofia, sobretot sobre l'idealisme alemany. Aquestes obres van tenir bon acolliment als Estats Units.

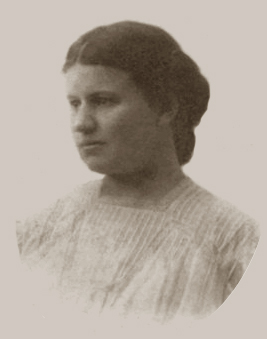
Imatge de l'escriptora en la seua joventut

Cap al 1913, freqüentava la Medico-Psychological Clinic de Londres; s'interessà per la psicoanàlisi i introduí ensenyaments de Sigmund Freud en les seues novel·les. El 1914, durant la Primera Guerra Mundial, May fou voluntària en l'organització Munro Ambulance Corps, en què també es van involucrar Dorothie Feilding, Elsie Knocker i Mairi Chisholm. Aquesta organització s'ocupava dels soldats ferits belgues en el front occidental de Flandes.

L'autora va escriure les primeres crítiques sobre l'imaginisme i sobre la poeta Hilda Doolittle (el 1915, en The Egoist); en aquell temps, es relacionava amb Hilda Doolittle, amb Richard Aldington i Ezra Pound. També va comentar la poesia de T. S. Eliot (1917, en la Little Review) i les obres de Dorothy Richardson (1918, en The Egoist). Fou llavors quan encunyà l'expressió "corrent de consciència" com a terme literari, que tindria gran acceptació. Alguns aspectes de les obres de May Sinclair escrites a partir de llavors han estat molt estudiats per la seua influència en les tècniques modernistes, sobretot en l'autobiogràfica Mary Olivier: A Life (1919) i en Life and Death of Harriett Frean (1922). En altres novel·les, com Divine Fire (1904) i The Three Sisters (1914), demostra un gran domini en la descripció del dolor i l'angoixa de les persones en situacions difícils. Escrigué dos volums de relats sobrenaturals: Uncanny Stories (1923) i The Intercessor and Other Stories (1931). Gary Crawford afirmà que la contribució de Sinclair al gènere de la ficció sobrenatural «malgrat ser escassa, és molt notable». Jacques Barzun inclogué aquesta autora en una llista d'escriptors de ficció terrorífica que «convé anotar sempre en l'agenda de lectura». Brian Stableford apuntà que «els contes sobrenaturals de Sinclair estan escrits amb una delicadesa i una precisió poc comunes i són entre els exemples més eficaços del tipus de narració elusiva». I Andrew Smith descrigué Uncanny Stories com «una important contribució al conte de fantasmes».
| «                | Decidí que la propera volta que veiés el fantasma li ho diria. L'endemà a la nit i l'altra, la seua cadira continuava buida i vaig suposar que en volia ser lluny, dolguda pel que havia escoltat la darrera volta. La tercera nit, però, a penes ens havíem assegut quan la vaig veure. Era seguda dreta, alerta i observant, sense mirar a Donald como solia fer, sinó duent la mirada per la cambra, com si cercàs alguna cosa que no trobava. —Donald —vaig dir—, si et digués que Cicely és a l'estança suara, supose que no em creuries, oi? —Tu què hi dius? —Que no. De tota manera, la veig tan clarament com et veig a tu. El fantasma s'alçà i se li acostà. —És de peus, a prop teu. | » |
| — De "El Record" | |   |

May Sinclair pertangué a la Societat per a la Recerca Psíquica des del 1914. El 1925, la inclogueren en l'antologia Contact Collection of Contemporary Writers.
El 1920 May va patir els primers símptomes de la malaltia de Parkinson, i deixà d'escriure. El 1932, es va instal·lar amb la seua parella i majordoma, Florence Bartrop, a Buckinghamshire, on va morir el 1946.

## Obres

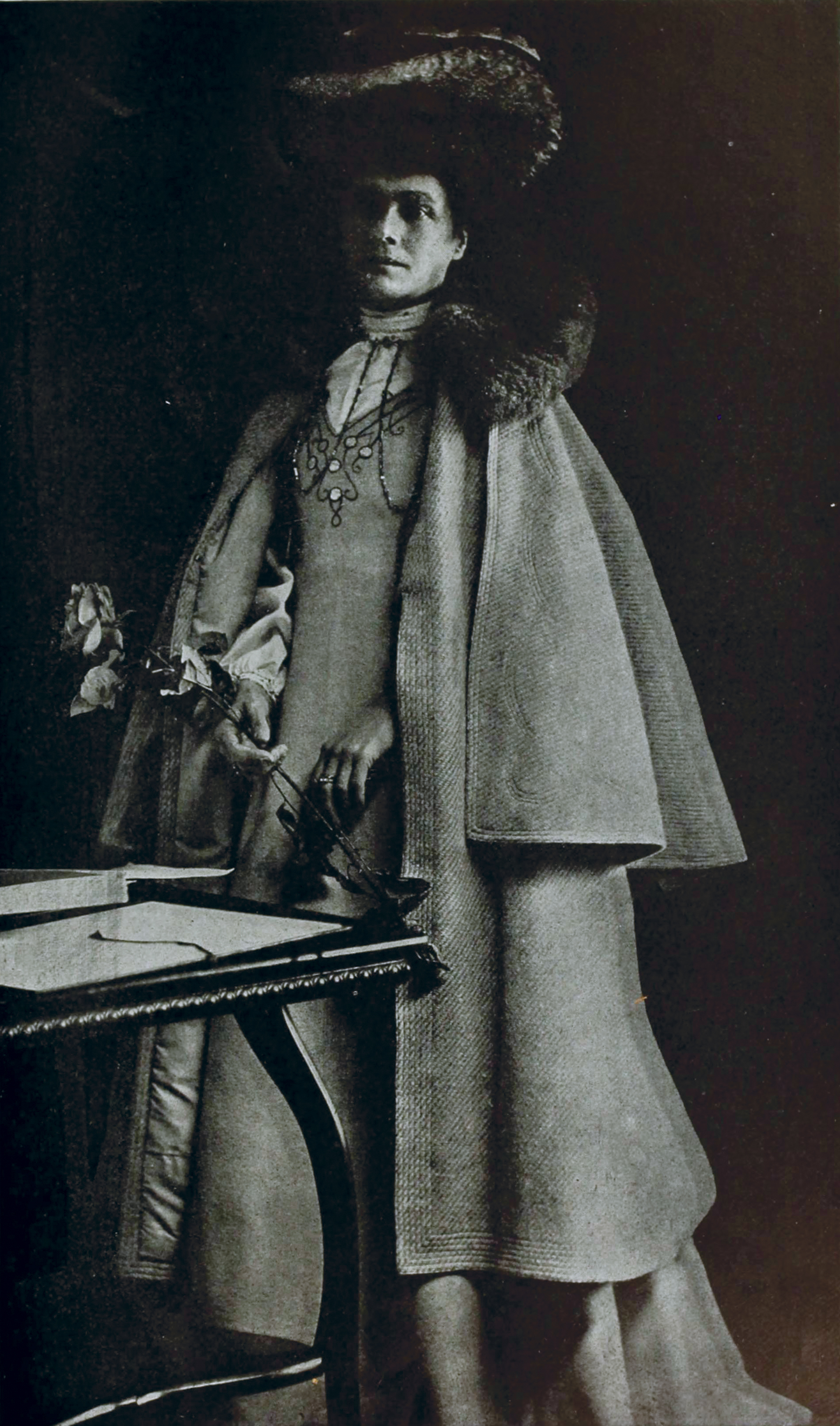
Retrat de May Sinclair, per E. Huggins

- Nakiketas and other poems (1886), com a Julian Sinclair
- Essays in Verse (1892)
- Audrey Craven (1897)
- Mr and Mrs Nevill Tyson (1898), también The Tysons
- Two Sides Of A Question (1901)
- The Divine Fire (1904)
- The Helpmate (1907)
- The Judgment of Eve (1907), cuentos
- The Immortal Moment (1908)
- Kitty Tailleur (1908)
- Outlines of Church History by Rudolph Sohm (1909), traductora
- The Creators (1910)
- Miss Tarrant's Temperament (1911), en la Harper's Magazine
- The Flaw in the Crystal (1912)
- The Three Brontës (1912)
- Feminism (1912), pamflet per a la Women’s Suffrage League
- The Combined Maze (1913)
- The Three Sisters (1914)
- The Return of the Prodigal (1914)
- A Journal of Impressions in Belgium (1915)
- The Belfry (1916)
- Tasker Jevons: The Real Story (1916)
- The Tree of Heaven (1917)
- A Defense of Idealism: Some Questions & Conclusions (1917)
- Mary Olivier: A Life (1919)
- The Romantic (1920)
- Mr. Waddington of Wyck (1921)
- Life and Death of Harriett Frean (1922)
- Anne Severn and the Fieldings (1922)
- The New Idealism (1922)
- Uncanny Stories (1923) contes
- A Cure of Souls (1924)
- The Dark Night: A Novel in Unrhymed Verse (1924)
- Arnold Waterlow (1924)
- The Rector of Wyck (1925)
- Far End (1926)
- The Allinghams (1927)
- History of Anthony Waring (1927)
- Fame (1929)
- Tales Told by Simpson (1930) contes
- The Intercessor, and Other Stories (1931) contes